# Mandolína

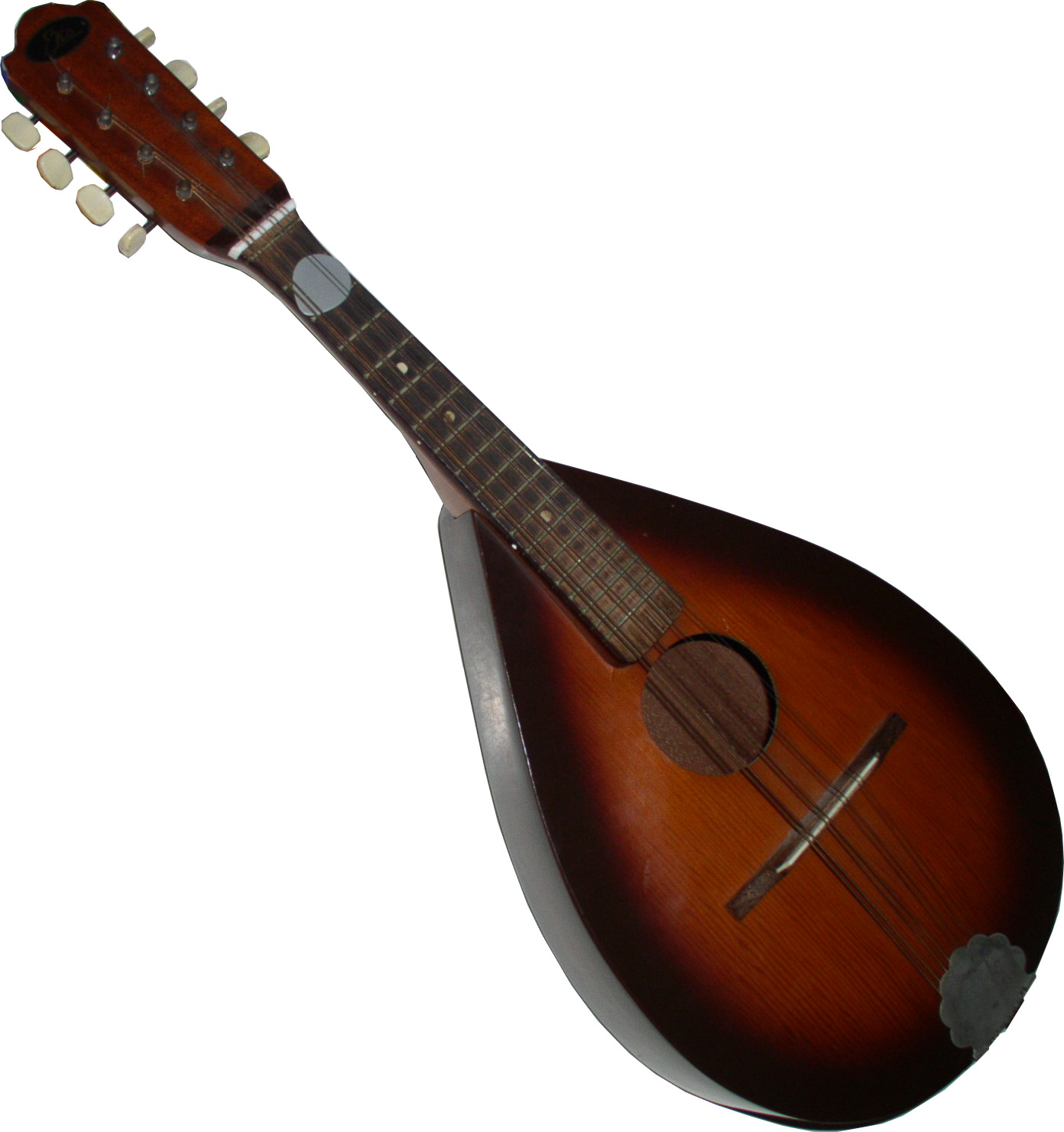
Mandolína

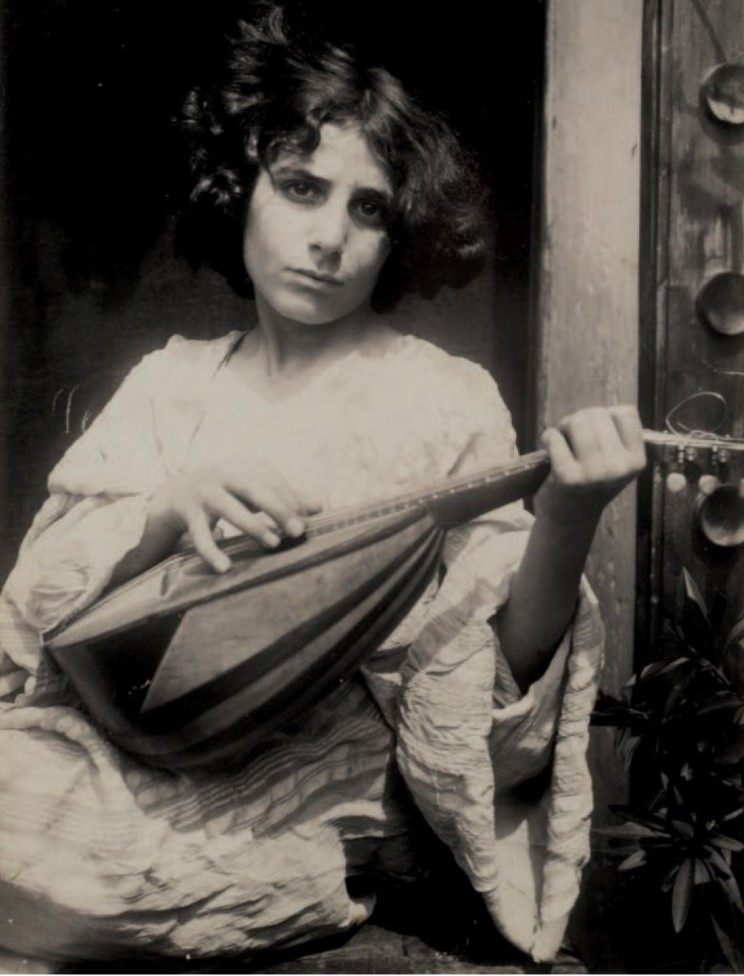
Chlapec s mandolínou, Guglielmo Plüschow (1907)

Mandolína je strunný hudební nástroj vzhledem připomínající kytaru. Vyvinula se ve středověku, podle některých názorů z loutny, podle jiných z mandory nebo kvinterny. Dnešní podobu mandolíny získaly v sedmnáctém století v Neapoli. Používaly se jako sólové i doprovodné nástroje, často též (podobně jako dříve mandory) jako horní sbor loutnových a později kytarových orchestrů.
Mandolína je laděna stejně jako housle (G-D-A-E). (Některé skupiny středověké hudby používají mandolíny v kvinternovém ladění, zvukový efekt je, vzhledem k blízkému příbuzenství nástrojů, velmi podobný.) Struny jsou zdvojené, variace mandolíny se ztrojenými strunami se nazývá mandriola. Má výrazný pronikavý zvuk a hraje doprovody - údery na druhou dobu, seknutí. Používají se také ozdoby jako tremolo nebo vybrnkání sóla. V současné době je hra na mandolínu stále rozšířenější, obzvláště v bluegrassu, jinak spíše zřídka ve folku nebo rocku.
V dnešní době se používá celá řada typů mandolíny. Jedna z nejrozšířenějších je mandolína využívaná hráči country - je často elektroakustická a je opatřena snímačem. Nemá kulatý ozvučný otvor uprostřed, ale dva úzké na stranách ozvučné desky - podobně, jako housle. Tento typ mandolíny dodává mnoho světových výrobců - nejznámější je asi Fender (který ovšem většinu nástrojů dnes vyrábí v Číně). 
Klasické mandolíny bývají dvou základních typů: a) s rovnou zadní deskou b) se zadní deskou vypouklou, vyrobenou z dýh střídavě světlé a tmavé barvy. Druhý typ bývá označován, jako tzv. "portugalská mandolína" nebo "portugalka".
Klasické mandolíny vyráběl mnoho desítek let i český závod CREMONA. Jejich výroba byla však nedávno[kdy?] zastavena, protože při svém poměru cena/výkon nemohou na světovém trhu konkurovat.
Mandolína je praktický hudební nástroj. Její malé rozměry jsou výhodou na cestách i při samotném hraní. Člověk hrající na mandolínu nezabírá o nic více místa, než člověk bez mandolíny. Malé děti na ni rády zkoušejí hrát, je jim rozměrově bližší než kytara. Rovněž akordové hmaty jsou o něco jednodušší než kytarové. Pro lidi s velkými a silnými prsty může být ovšem hra na uzoučký hmatník poněkud obtížná.